# Dušan Đurić
Pour les articles homonymes, voir Đurić.
Dušan Đurić est un footballeur international suédois d'origine serbe né le 16 septembre 1984 à Halmstad en Suède qui évoluait au poste de milieu de terrain.

## Biographie

### Halmstads
Formé au Halmstads BK, Dušan Đurić va jouer en Suède pendant quatre saisons. C'est là qu'en 2005, il connait sa première sélection en équipe nationale, face au Mexique. Lors de cette saison il effectue également ses débuts sur la scène européenne avec la Coupe de l'UEFA où son club élimine le Sporting Portugal en barrages. L'aventure européenne se termine en phase de poules où Halmstads perd tous ses matchs (la défaite la plus cinglante étant un 5-0 contre le RC Lens).

### FC Zurich
À l'issue de sa saison 2007 où il inscrit 7 buts en Allsvenskan, il fait ses bagages pour la Suisse et s'engage avec le FC Zurich pour une durée de quatre ans. C'est dans ce club qu'il découvre la Ligue des champions (éliminé en barrages contre Beşiktaş). Lors de sa première saison complète il s'impose comme un joueur important de l'équipe avec laquelle il marque neuf buts en championnat et un en Coupe de l'UEFA. Le FC Zurich termine champion de Suisse.

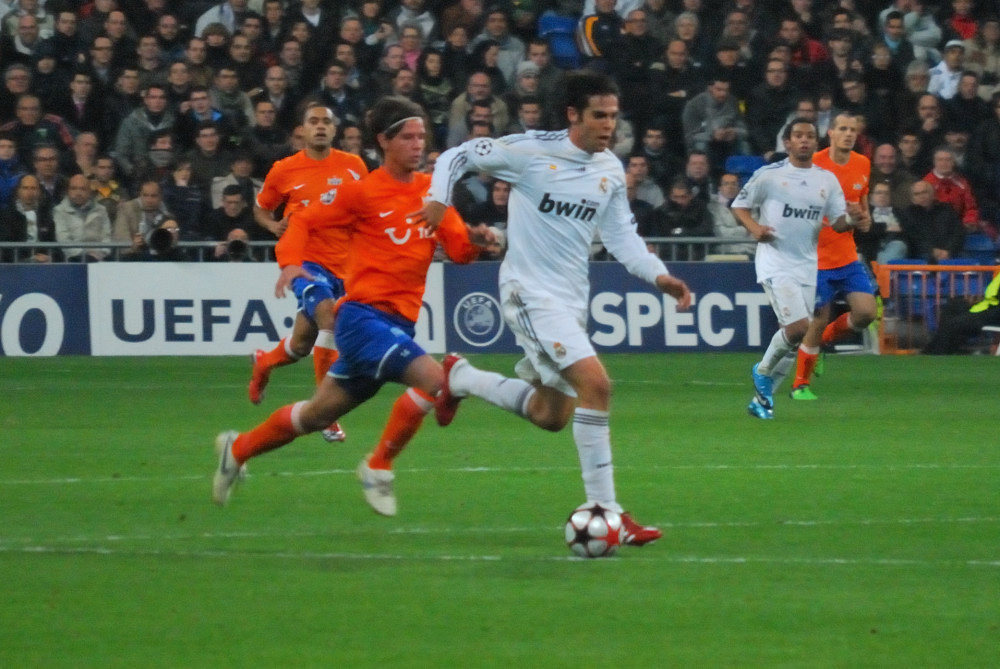
Đurić face à Kaká en Ligue des champions.

La saison 2009-2010 est celle de la confirmation pour Đurić qui marque encore huit buts en championnat et ouvre même son compteur de buts en Ligue des champions. Zürich fait bonne figure dans un groupe relevé (Real Madrid, AC Milan, Olympique de Marseille) mais termine dernier de sa poule malgré une victoire de prestige à San Siro, où il marque un superbe but.
Après cette saison flamboyante le suédois demeure une valeur sûre de son club et inscrit sept buts en 2010-2011 contribuant à qualifier Zürich pour la Champions League.
Pour sa dernière saison en Suisse, Đurić connait à nouveau la désillusion de l'élimination en barrages de la Ligue des champions (contre le Standard de Liège de Pape Abdou Camara, son futur coéquipier à Valenciennes). Zurich est reversé en phase de groupes de la Ligue Europa où il termine dernier de sa poule composée du Sporting Portugal, la Lazio Rome et Vaslui. Đurić joue la totalité de ces matchs européens mais ne marque pas.

### Valenciennes FC
En janvier 2012 à six mois de la fin de son contrat à Zurich, Dušan Đurić décide de s'engager avec le Valenciennes FC pour une durée de trois ans et demi. Il joue son premier match contre Bastia en Coupe de France. Blessé, il effectue une saison blanche en 2012-2013. Ainsi, il n'a pas l'occasion de jouer face à son compatriote Zlatan Ibrahimović, qu'il a connu en sélection, et qui vient de rejoindre la Ligue 1.  Le 2 septembre 2013, il est prêté à Odense pour une saison. Au Danemark, il ne joue que très peu.
En juillet 2014, il résilie son contrat avec Valenciennes, qui vient de descendre en Ligue 2, et rejoint le club suisse de Aarau.

## Statistiques
| Saison                | Club                   | Championnat           | Championnat | Championnat | Coupe(s) nationale(s) | Coupe(s) nationale(s) | Compétition(s) continentale(s) | Compétition(s) continentale(s) | Compétition(s) continentale(s) | Suède | Suède | Total | Total |
| Saison                | Club                   | Division              | M.          | B.          | M.                    | B.                    | Comp.                          | M.                             | B.                             | M.    | B.    | M.    | B.    |
| 2003                  | Halmstads BK           | Allsvenskan           | 22          | 1           | -                     | -                     | -                              | -                              | -                              | -     | -     | 22    | 1     |
| 2004                  | Halmstads BK           | Allsvenskan           | 23          | 2           | -                     | -                     | -                              | -                              | -                              | -     | -     | 23    | 2     |
| 2005                  | Halmstads BK           | Allsvenskan           | 25          | 3           | -                     | -                     | C3                             | 8                              | 2                              | 1     | 0     | 34    | 5     |
| 2006                  | Halmstads BK           | Allsvenskan           | 22          | 3           | -                     | -                     | -                              | -                              | -                              | 2     | 0     | 24    | 3     |
| 2007                  | Halmstads BK           | Allsvenskan           | 25          | 7           | -                     | -                     | -                              | -                              | -                              | 2     | 0     | 27    | 7     |
| Sous-total            | Sous-total             | Sous-total            | 117         | 16          | -                     | -                     | -                              | 8                              | 2                              | 5     | 0     | 130   | 18    |
| 2007-2008             | FC Zurich              | Super League          | 7           | 1           | -                     | -                     | C1                             | 2                              | 0                              | 1     | 0     | 10    | 1     |
| 2008-2009             | FC Zurich              | Super League          | 35          | 9           | -                     | -                     | C3                             | 4                              | 1                              | -     | -     | 39    | 10    |
| 2009-2010             | FC Zurich              | Super League          | 30          | 8           | 2                     | 2                     | C1                             | 10                             | 2                              | 2     | 0     | 44    | 12    |
| 2010-2011             | FC Zurich              | Super League          | 33          | 7           | 5                     | 1                     | -                              | -                              | -                              | -     | -     | 38    | 8     |
| 2011-2012             | FC Zurich              | Super League          | 13          | 3           | 2                     | 0                     | C1+C3                          | 2+6                            | 0+0                            | -     | -     | 23    | 3     |
| Sous-total            | Sous-total             | Sous-total            | 118         | 28          | 9                     | 3                     | -                              | 24                             | 3                              | 3     | 0     | 154   | 34    |
| 2011-2012             | Valenciennes FC        | Ligue 1               | 5           | 0           | 3                     | 0                     | -                              | -                              | -                              | -     | -     | 8     | 0     |
| 2012-2013             | Valenciennes FC        | Ligue 1               | -           | -           | -                     | -                     | -                              | -                              | -                              | -     | -     | 0     | 0     |
| Sous-total            | Sous-total             | Sous-total            | 5           | 0           | 3                     | 0                     | -                              | -                              | -                              | -     | -     | 8     | 0     |
| 2013-2014             | Odense Boldklub (prêt) | Superliga             | 2           | 0           | 1                     | 1                     | -                              | -                              | -                              | -     | -     | 3     | 1     |
| 2014-2015             | FC Aarau               | Super League          | 21          | 2           | 3                     | 1                     | -                              | -                              | -                              | -     | -     | 24    | 3     |
| 2016                  | Dalkurd FF             | Superettan            | 20          | 2           | -                     | -                     | -                              | -                              | -                              | -     | -     | 20    | 2     |
| 2017                  | GAIS                   | Superettan            | 23          | 1           | 4                     | 0                     | -                              | -                              | -                              | -     | -     | 27    | 1     |
| 2018                  | GAIS                   | Superettan            | 20          | 3           | 3                     | 2                     | -                              | -                              | -                              | -     | -     | 23    | 5     |
| Sous-total            | Sous-total             | Sous-total            | 43          | 4           | 7                     | 2                     | -                              | -                              | -                              | -     | -     | 50    | 6     |
| 2019                  | Halmstads BK           | Superettan            | 22          | 2           | -                     | -                     | -                              | -                              | -                              | -     | -     | 22    | 2     |
| 2020                  | Halmstads BK           | Superettan            | 22          | 1           | 3                     | 0                     | -                              | -                              | -                              | -     | -     | 25    | 1     |
| 2021                  | Halmstads BK           | Allsvenskan           | 1           | 0           | 3                     | 0                     | -                              | -                              | -                              | -     | -     | 4     | 0     |
| Sous-total            | Sous-total             | Sous-total            | 45          | 3           | 6                     | 0                     | -                              | -                              | -                              | -     | -     | 51    | 3     |
| Total sur la carrière | Total sur la carrière  | Total sur la carrière | 371         | 55          | 29                    | 7                     | -                              | 32                             | 5                              | 8     | 0     | 440   | 67    |

## Palmarès
Dušan Đurić remporte son premier titre sous les couleurs du FC Zurich en étant sacré champion de Suisse en 2009 et vice-champion en 2012.
Il termine sa carrière dans son club formateur le Halmstads BK avec qui il est champion de Suède en 2020.
| FC Zurich (1)                                                       | Halmstads BK (1)                           |
| ------------------------------------------------------------------- | ------------------------------------------ |
| - Champion de Suisse (1) : - Champion : 2009 - Vice-champion : 2012 | - Championnat de Suède : - Champion : 2020 |

## Note et référence
1. ↑  Đurić, une belle carte de visite à Valenciennes
2. ↑  Đurić à VA (officiel), sur l'Equipe.fr le 13 janvier 2012
3. ↑  « Zlatan est un mec bien »
4. ↑  Djuric (VAFC) prêté à Odense
5. ↑  Djuric (Valenciennes) rejoint le FC Aarau
6. ↑  « Fiche de Dušan Đurić », sur footballdatabase.eu
7. ↑  (en) « Fiche de Dušan Đurić », sur national-football-teams.com